# Arantza Inostroza Gaete
Arantza Antonia Inostroza Gaete (7 de abril de 2000) es una esgrimista chilena que ha representado a su país en los Juegos Bolivarianos Vallepur en 2022 y en los Juegos Suramericanos en 2022.
A los 7 años mostró interés por el esgrima, deporte que comenzó a practicar a los 14 años. A lo largo de los años, ha destacado por su habilidad y dedicación.
Arantza forma parte de una familia de conocidos esgrimistas. Partiendo de sus abuelos que practicaban este deporte, además, es sobrina de Paris Inostroza, el multi campeón sudamericano y representante de Chile en los Juegos Olímpicos de Atlanta, Atenas, Pekín y Londres. Siguiendo sus pasos, Arantza fue la única representante nacional en esgrima en los Juegos Olímpicos de París 2024.
Su carrera deportiva comenzó en el Club Manquehue, donde practicaba la modalidad de espada. Más adelante, se trasladó al Club La Florida, donde decidió especializarse en la modalidad de florete, disciplina en la que ha logrado destacar a nivel nacional e internacional. En el año 2023 participó en el Mundial de Esgrima en Milán donde se posicionó en el puesto 31. Luego de su participación en Italia la esgrimista participó en Santiago 2023 donde no consiguió medalla ya que cayó en la categoría florete grupal ante Brasil (44-37).

## Principales logros
- Obtuvo dos medallas de bronce en los Juegos Bolivarianos Valledupar 2022 (Colombia).[1]
- Obtuvo dos medallas de oro en los Juegos Suramericanos 2022 (Paraguay).
- Logró clasificar a los Juegos Olímpicos en París 2024, por ser la floretista mejor rankeada de América.

## Desempeño deportivo
El 2 de octubre de 2022 en los Juegos Suramericanos, la deportista se coronó con dos medallas de oro en la categoría femenina, una en florete individual y otra por florete en equipos. En la final individual, se enfrentó con su compatriota Karina Poestraki. El 5 de noviembre junto a sus compañeras Katina Poestraki y Lisa Montecino alcanzaron la medalla de oro en florete por equipos, esto tras ganar 45-30 a las esgrimistas venezolanas Lizzie Asís, Clarisma Farías, Eliana Lugo y María Martínez.
Tras caer frente a su compañera de equipo Karina Poestraki 9-15 en semifinales logró obtener medalla de bronce. Obtuvo el tercer lugar en el podio en la categoría de florete grupal en los Juegos Bolivarianos Valledupar junto a sus compañeras Karina Poestraki y Lisa Montecino, venciendo a  las peruanas Paola Carolina Gil Piñero, Kusi Rosales y Mariana Soriano López 45-29 obteniendo su segunda medalla de bronce de la jornada.

## Equipo
Actualmente el Team Chile lo conforman Arantza Inostroza, Lisa Montecinos y Katina Proestakis el equipo nacional de esgrima.